# Olympische Sommerspiele 2016/Teilnehmer (Ungarn)
| Gelbes Symbol für Goldmedaillen mit stilisierten Olympischen Ringen | Graues Symbol für Silbermedaillen mit stilisierten Olympischen Ringen | Braundes Symbol für Bronzemedaillen mit stilisierten Olympischen Ringen |
| ------------------------------------------------------------------- | --------------------------------------------------------------------- | ----------------------------------------------------------------------- |
| 8                                                                   | 3                                                                     | 4                                                                       |

Ungarn nahm an den Olympischen Spielen 2016 in Rio de Janeiro teil. Es war die insgesamt 26. Teilnahme an Olympischen Sommerspielen. Das Magyar Olimpiai Bizottság nominierte 160 Athleten in 20 Sportarten.
Fahnenträger bei der Eröffnungsfeier war der Säbelfechter Áron Szilágyi.

## Teilnehmer nach Sportarten

### Badminton
| Athleten     | Wettbewerb | Gruppenphase             | Gruppenphase                       | Gruppenphase | Gruppenphase | Achtelfinale  | Achtelfinale  | Viertelfinale | Viertelfinale | Halbfinale    | Halbfinale    | Finale        | Finale        | Rang          |
| Athleten     | Wettbewerb | Gegner                   | Ergebnis                           | Punkte       | Rang         | Gegner        | Ergebnis      | Gegner        | Ergebnis      | Gegner        | Ergebnis      | Gegner        | Ergebnis      | Rang          |
| ------------ | ---------- | ------------------------ | ---------------------------------- | ------------ | ------------ | ------------- | ------------- | ------------- | ------------- | ------------- | ------------- | ------------- | ------------- | ------------- |
| Frauen       |            |                          |                                    |              |              |               |               |               |               |               |               |               |               |               |
| Laura Sárosi | Einzel     | P. V. Sindhu Michelle Li | 0:2 (8:21, 9:21) 0:2 (11:21, 8:21) | 36:84        | 3            | ausgeschieden | ausgeschieden | ausgeschieden | ausgeschieden | ausgeschieden | ausgeschieden | ausgeschieden | ausgeschieden | ausgeschieden |

### Boxen
| Athleten       | Wettbewerb              | 1. Runde            | 1. Runde | Achtelfinale  | Achtelfinale  | Viertelfinale | Viertelfinale | Halbfinale    | Halbfinale    | Finale        | Finale        | Rang          |
| Athleten       | Wettbewerb              | Gegner              | Ergebnis | Gegner        | Ergebnis      | Gegner        | Ergebnis      | Gegner        | Ergebnis      | Gegner        | Ergebnis      | Rang          |
| -------------- | ----------------------- | ------------------- | -------- | ------------- | ------------- | ------------- | ------------- | ------------- | ------------- | ------------- | ------------- | ------------- |
| Männer         |                         |                     |          |               |               |               |               |               |               |               |               |               |
| Balázs Bácskai | Weltergewicht bis 69 kg | Souleymane Cissokho | 0:3      | ausgeschieden | ausgeschieden | ausgeschieden | ausgeschieden | ausgeschieden | ausgeschieden | ausgeschieden | ausgeschieden | ausgeschieden |
| Zoltán Harcsa  | Mittelgewicht bis 75 kg | Arslanbek Açilow    | 2:1      | Arlen López   | TKO           | ausgeschieden | ausgeschieden | ausgeschieden | ausgeschieden | ausgeschieden | ausgeschieden | ausgeschieden |

### Fechten
| Athleten                                                  | Wettbewerb       | 1. Runde           | 1. Runde | 2. Runde                        | 2. Runde | Achtelfinale           | Achtelfinale  | Viertelfinale      | Viertelfinale | Halbfinale / Klassifikation | Halbfinale / Klassifikation | Finale / Platzierung | Finale / Platzierung | Rang          |
| Athleten                                                  | Wettbewerb       | Gegner             | Ergebnis | Gegner                          | Ergebnis | Gegner                 | Ergebnis      | Gegner             | Ergebnis      | Gegner                      | Ergebnis                    | Gegner               | Ergebnis             | Rang          |
| --------------------------------------------------------- | ---------------- | ------------------ | -------- | ------------------------------- | -------- | ---------------------- | ------------- | ------------------ | ------------- | --------------------------- | --------------------------- | -------------------- | -------------------- | ------------- |
| Frauen                                                    |                  |                    |          |                                 |          |                        |               |                    |               |                             |                             |                      |                      |               |
| Emese Szász                                               | Degen Einzel     | –                  | –        | Julia Beljajeva                 | 15:11    | Kang Young-mi          | 15:11         | Nozomi Sato        | 15:4          | Lauren Rembi                | 10:6                        | Rossella Fiamingo    | 15:13                | Gold          |
| Edina Knapek                                              | Florett Einzel   | Freilos            | Freilos  | Liu Yongshi                     | 9:15     | ausgeschieden          | ausgeschieden | ausgeschieden      | ausgeschieden | ausgeschieden               | ausgeschieden               | ausgeschieden        | ausgeschieden        | ausgeschieden |
| Aida Mohamed                                              | Florett Einzel   | Freilos            | Freilos  | Saskia Loretta van Erven Garcia | 15:12    | Inna Deriglasowa       | 6:15          | ausgeschieden      | ausgeschieden | ausgeschieden               | ausgeschieden               | ausgeschieden        | ausgeschieden        | ausgeschieden |
| Anna Márton                                               | Säbel Einzel     | Freilos            | Freilos  | Alejandra Benítez               | 15:14    | Manon Brunet           | 12:15         | ausgeschieden      | ausgeschieden | ausgeschieden               | ausgeschieden               | ausgeschieden        | ausgeschieden        | ausgeschieden |
| Männer                                                    |                  |                    |          |                                 |          |                        |               |                    |               |                             |                             |                      |                      |               |
| Gábor Boczkó                                              | Degen Einzel     | Freilos            | Freilos  | Alexandre Bouzaid               | 15:9     | Géza Imre              | 8:15          | ausgeschieden      | ausgeschieden | ausgeschieden               | ausgeschieden               | ausgeschieden        | ausgeschieden        | ausgeschieden |
| Géza Imre                                                 | Degen Einzel     | Freilos            | Freilos  | John Édison Rodríguez           | 15:8     | Gábor Boczkó           | 15:8          | Nikolai Novosjolov | 15:9          | Gauthier Grumier            | 15:13                       | Park Sang-young      | 14:15                | Silber        |
| András Rédli                                              | Degen Einzel     | Abdulaziz Alshatti | 14:13    | Yannick Borel                   | 9:15     | ausgeschieden          | ausgeschieden | ausgeschieden      | ausgeschieden | ausgeschieden               | ausgeschieden               | ausgeschieden        | ausgeschieden        | ausgeschieden |
| Gábor Boczkó Géza Imre András Rédli Péter Somfai (Ersatz) | Degen Mannschaft | –                  | –        | –                               | –        | Freilos                | Freilos       | Südkorea           | 45:42         | Frankreich                  | 40:45                       | Ukraine              | 39:37                | Bronze        |
| Tamás Decsi                                               | Säbel Einzel     | Nikolai Kowaljow   | 10:15    | –                               | –        | ausgeschieden          | ausgeschieden | ausgeschieden      | ausgeschieden | ausgeschieden               | ausgeschieden               | ausgeschieden        | ausgeschieden        | ausgeschieden |
| Áron Szilágyi                                             | Säbel Einzel     | Julián Ayala       | 15:9     | –                               | –        | Aljaksandr Bujkewitsch | 15:12         | Tiberiu Dolniceanu | 15:10         | Kim Jung-hwan               | 15:12                       | Daryl Homer          | 15:8                 | Gold          |

### Gewichtheben
| Athleten   | Wettbewerb         | Reißen  | Reißen | Stoßen  | Stoßen | Zweikampf | Zweikampf | Rang |
| Athleten   | Wettbewerb         | Gewicht | Rang   | Gewicht | Rang   | Gewicht   | Rang      | Rang |
| ---------- | ------------------ | ------- | ------ | ------- | ------ | --------- | --------- | ---- |
| Männer     |                    |         |        |         |        |           |           |      |
| Péter Nagy | Klasse über 105 kg | 193 kg  | 7      | 227 kg  | 10     | 420 kg    | 10        | 10   |

### Judo
| Athleten         | Wettbewerb  | 1. Runde       | 1. Runde         | 2. Runde             | 2. Runde      | Viertelfinale | Viertelfinale | Halbfinale / Trostrunde | Halbfinale / Trostrunde | Finale / Platz 3 | Finale / Platz 3 | Rang |
| Athleten         | Wettbewerb  | Gegner         | Ergebnis         | Gegner               | Ergebnis      | Gegner        | Ergebnis      | Gegner                  | Ergebnis                | Gegner           | Ergebnis         | Rang |
| ---------------- | ----------- | -------------- | ---------------- | -------------------- | ------------- | ------------- | ------------- | ----------------------- | ----------------------- | ---------------- | ---------------- | ---- |
| Frauen           |             |                |                  |                      |               |               |               |                         |                         |                  |                  |      |
| Éva Csernoviczki | bis 48 kg   | Freilos        | Freilos          | M. Tschernjak        | 003s1:000s2   | P. Pareto     | 000s2:010s0   | O. Galbadrakh           | 000s1:100s1             | ausgeschieden    | ausgeschieden    | 7    |
| Hedvig Karakas   | bis 57 kg   | R. Nurjavova   | 101s0:000s0      | C. Beauchemin-Pinard | 000s0:000s1   | R. Silva      | 000s2:010s3   | C.-L. Lien              | 000s1:001s2             | ausgeschieden    | ausgeschieden    | 7    |
| Abigél Joó       | bis 78 kg   | L. Purevjargal | 111s2:000s1      | M. Umeki             | 002s2:000s2   | K. Harrison   | 000s1:100s0   | Y. Castillo             | 000s0:001s2             | ausgeschieden    | ausgeschieden    | 7    |
| Männer           |             |                |                  |                      |               |               |               |                         |                         |                  |                  |      |
| Miklós Ungvári   | bis 73 kg   | N. Saraiva     | 011s1:000s0      | D. Elmont            | 100s1:000s1   | R. Orujov     | 000s2:010s3   | N. Delpopolo            | 000s1:000s2             | D. van Tichelt   | 000s0:100s0      | 5    |
| László Csoknyai  | bis 81 kg   | T. Nagase      | 000s3:001s2      | ausgeschieden        | ausgeschieden | ausgeschieden | ausgeschieden | ausgeschieden           | ausgeschieden           | ausgeschieden    | ausgeschieden    | 17   |
| Krisztián Tóth   | bis 90 kg   | K. Sang        | 100s1:000s4      | X. Cheng             | 000s0:100s0   | ausgeschieden | ausgeschieden | ausgeschieden           | ausgeschieden           | ausgeschieden    | ausgeschieden    | 9    |
| Miklós Cirjenics | bis 100 kg  | K.-R. Frey     | 000s0:100s0 (GS) | ausgeschieden        | ausgeschieden | ausgeschieden | ausgeschieden | ausgeschieden           | ausgeschieden           | ausgeschieden    | ausgeschieden    | 17   |
| Barna Bor        | über 100 kg | F. Jaballah    | 101s0:000s1      | Á. García            | 000s1:000s0   | ausgeschieden | ausgeschieden | ausgeschieden           | ausgeschieden           | ausgeschieden    | ausgeschieden    | 9    |

### Kanu

#### Kanurennsport
| Athleten                                                         | Wettbewerb | Vorlauf      | Vorlauf | Halbfinale   | Halbfinale | Finale          | Finale | Rang |
| Athleten                                                         | Wettbewerb | Zeit         | Rang    | Zeit         | Rang       | Zeit            | Rang   | Rang |
| ---------------------------------------------------------------- | ---------- | ------------ | ------- | ------------ | ---------- | --------------- | ------ | ---- |
| Frauen                                                           |            |              |         |              |            |                 |        |      |
| Natasa Dusev-Janics                                              | K-1 200 m  | 41,403 s     | 3       | 40,962 s     | 4          | 41,673 s        | 1      | 9    |
| Danuta Kozák                                                     | K-1 500 m  | 1:53,427 min | 1       | 1:54,241 min | 1          | 1:52,494 min    | 1      | Gold |
| Gabriella Szabó Danuta Kozák                                     | K-2 500 m  | 1:41,092 min | 1       | –            | –          | 1:43,687 min    | 1      | Gold |
| Gabriella Szabó Danuta Kozák Tamara Csipes Krisztina Fazekas Zur | K-4 500 m  | 1:29,497 min | 1       | –            | –          | 1:31,48 min     | 1      | Gold |
| Männer                                                           |            |              |         |              |            |                 |        |      |
| Péter Molnár                                                     | K-1 200 m  | 35,102 s     | 3       | 35,207 s     | 6          | 37,896 s        | 7      | 15   |
| Péter Molnár Sándor Tótka                                        | K-2 200 m  | 31,438 s     | 2       | 32,138 s     | 1          | 32,412 s        | 4      | 4    |
| Bálint Kopasz                                                    | K-1 1000 m | 3:38,011 min | 5       | 3:34,772 min | 5          | 3:32,392 min    | 2      | 10   |
| Benjámin Ceiner Tibor Hufnágel                                   | K-2 1000 m | 3:25,580 min | 3       | 3:18,474 min | 3          | 3:15,387 min    | 7      | 7    |
| Benjámin Ceiner Tibor Hufnágel Attila Kugler Tamás Somorácz      | K-4 1000 m | 3:00,369 min | 5       | 3:00,645 min | 5          | 3:10,388 min    | 3      | 11   |
| Jonatán Hajdu                                                    | C-1 200 m  | 40,147 s     | 2       | 40,718 s     | 4          | 39,811 s        | 2      | 10   |
| Henrik Vasbányai                                                 | C-1 1000 m | 4:01,953 min | 3       | 4:03,113 min | 3          | disqualifiziert | 8      | 16   |
| Róbert Mike Henrik Vasbányai                                     | C-2 1000 m | 3:35,501 min | 3       | 3:56,126 min | 3          | 3:46,198 min    | 4      | 4    |

### Leichtathletik
Laufen und Gehen 
| Athleten          | Wettbewerb   | Runde 1 | Runde 1 | Halbfinale | Halbfinale | Finale          | Finale          | Rang |
| Athleten          | Wettbewerb   | Zeit    | Rang    | Zeit       | Rang       | Zeit            | Rang            | Rang |
| ----------------- | ------------ | ------- | ------- | ---------- | ---------- | --------------- | --------------- | ---- |
| Frauen            |              |         |         |            |            |                 |                 |      |
| Zsófia Erdélyi    | Marathon     | –       | –       | –          | –          | 2:39:04 h       | 52              | 52   |
| Krisztina Papp    | Marathon     | –       | –       | –          | –          | 2:42:03 h       | 65              | 65   |
| Tünde Szabó       | Marathon     | –       | –       | –          | –          | 2:45:37 h       | 83              | 83   |
| Barbara Kovács    | 20 km Gehen  | –       | –       | –          | –          | 1:42:11 h       | 58              | 58   |
| Viktória Madarász | 20 km Gehen  | –       | –       | –          | –          | 1:33:59 h       | 25              | 25   |
| Rita Récsei       | 20 km Gehen  | –       | –       | –          | –          | 1:42:41 h       | 59              | 59   |
| Männer            |              |         |         |            |            |                 |                 |      |
| Gáspár Csere      | Marathon     | –       | –       | –          | –          | 2:28:03 h       | 109             | 109  |
| Gábor Józsa       | Marathon     | –       | –       | –          | –          | 2:23:22 h       | 87              | 87   |
| Máté Helebrandt   | 20 km Gehen  | –       | –       | –          | –          | 1:22:31 h       | 28              | 28   |
| Sándor Rácz       | 50 km Gehen  | –       | –       | –          | –          | nicht beendet   | nicht beendet   | –    |
| Miklós Srp        | 50 km Gehen  | –       | –       | –          | –          | disqualifiziert | disqualifiziert | –    |
| Bence Venyercsán  | 50 km Gehen  | –       | –       | –          | –          | 4:19:15 h       | 44              | 44   |
| Balázs Baji       | 110 m Hürden | 13,52 s | 12      | 13,52 s    | 15         | ausgeschieden   | ausgeschieden   | 15   |

 Springen und Werfen 
| Athleten       | Wettbewerb  | Qualifikation | Qualifikation | Finale        | Finale        | Rang   |
| Athleten       | Wettbewerb  | Weite/Höhe    | Rang          | Weite/Höhe    | Rang          | Rang   |
| -------------- | ----------- | ------------- | ------------- | ------------- | ------------- | ------ |
| Frauen         |             |               |               |               |               |        |
| Barbara Szabó  | Hochsprung  | 1,80 m        | 32            | ausgeschieden | ausgeschieden | 32     |
| Anita Márton   | Kugelstoßen | 18,51 m       | 6             | 19,87 m       | 3             | Bronze |
| Männer         |             |               |               |               |               |        |
| Zoltán Kővágó  | Diskuswurf  | 63,34 m       | 9             | 64,50 m       | 7             | 7      |
| Krisztián Pars | Hammerwurf  | 75,49 m       | 4             | 75,28 m       | 7             | 7      |

 Mehrkampf 
| Athletinnen        | 100 m Hürden | 100 m Hürden | Hochsprung | Hochsprung | Kugelstoßen | Kugelstoßen | 200 m   | 200 m  | Weitsprung | Weitsprung | Speerwurf | Speerwurf | 800 m       | 800 m  | Punkte | Rang |
| Athletinnen        | Zeit         | Punkte       | Höhe       | Punkte     | Weite       | Punkte      | Zeit    | Punkte | Weite      | Punkte     | Weite     | Punkte    | Zeit        | Punkte | Punkte | Rang |
| ------------------ | ------------ | ------------ | ---------- | ---------- | ----------- | ----------- | ------- | ------ | ---------- | ---------- | --------- | --------- | ----------- | ------ | ------ | ---- |
| Siebenkampf Frauen |              |              |            |            |             |             |         |        |            |            |           |           |             |        |        |      |
| Györgyi Farkas     | 13,79 s      | 1008         | 1,86 m     | 1054       | 14,39 m     | 820         | 25,38 s | 852    | 6,31 m     | 946        | 48,07 m   | 823       | 2:11,76 min | 939    | 6442   | 8    |
| Xénia Krizsán      | 13,66 s      | 1027         | 1,77 m     | 941        | 13,78 m     | 779         | 25,24 s | 865    | 6,08 m     | 874        | 49,78 m   | 856       | 2:13,46 min | 915    | 6257   | 16   |

### Moderner Fünfkampf
| Athleten        | Fechten | Fechten | Schwimmen   | Schwimmen | Reiten | Reiten | Combined     | Combined | Punkte | Rang |
| Athleten        | Bilanz  | Punkte  | Zeit        | Punkte    | Zeit   | Punkte | Zeit         | Punkte   | Punkte | Rang |
| --------------- | ------- | ------- | ----------- | --------- | ------ | ------ | ------------ | -------- | ------ | ---- |
| Frauen          |         |         |             |           |        |        |              |          |        |      |
| Zsófia Földházi | 11:24   | 168     | 2:12,05 min | 304       | 78     | 222    | 12:46,02 min | 534      | 1228   | 26   |
| Sarolta Kovács  | 17:18   | 203     | 2:09,02 min | 313       | 32     | 268    | 13:17,09 min | 503      | 1287   | 16   |
| Männer          |         |         |             |           |        |        |              |          |        |      |
| Bence Demeter   | 19:16   | 214     | 2:03,89 min | 329       | 35     | 265    | 11:21,98 min | 619      | 1430   | 17   |
| Ádám Marosi     | 16:19   | 196     | 2:01,66 min | 335       | 7      | 293    | 11:19,84 min | 621      | 1445   | 12   |

### Radsport

#### Mountainbike
| Athleten     | Wettbewerb    | Zeit      | Rang |
| ------------ | ------------- | --------- | ---- |
| Männer       |               |           |      |
| András Parti | Cross-Country | 1:41:20 h | 24   |

### Ringen
| Athleten                         | Wettbewerb        | 1. Runde             | 1. Runde | Achtelfinale           | Achtelfinale  | Viertelfinale    | Viertelfinale | Halbfinale            | Halbfinale    | Hoffnungsrunde Viertelfinale | Hoffnungsrunde Viertelfinale | Hoffnungsrunde Halbfinale | Hoffnungsrunde Halbfinale | Hoffnungsrunde Finale | Hoffnungsrunde Finale | Finale        | Finale        | Rang |
| Athleten                         | Wettbewerb        | Gegner               | Ergebnis | Gegner                 | Ergebnis      | Gegner           | Ergebnis      | Gegner                | Ergebnis      | Gegner                       | Ergebnis                     | Gegner                    | Ergebnis                  | Gegner                | Ergebnis              | Gegner        | Ergebnis      | Rang |
| -------------------------------- | ----------------- | -------------------- | -------- | ---------------------- | ------------- | ---------------- | ------------- | --------------------- | ------------- | ---------------------------- | ---------------------------- | ------------------------- | ------------------------- | --------------------- | --------------------- | ------------- | ------------- | ---- |
| Freistil Frauen                  |                   |                      |          |                        |               |                  |               |                       |               |                              |                              |                           |                           |                       |                       |               |               |      |
| Marianna Sastin                  | Klasse bis 63 kg  | Inna Traschukowa     | 0:3      | ausgeschieden          | ausgeschieden | ausgeschieden    | ausgeschieden | ausgeschieden         | ausgeschieden | ausgeschieden                | ausgeschieden                | ausgeschieden             | ausgeschieden             | ausgeschieden         | ausgeschieden         | ausgeschieden | ausgeschieden | 17   |
| Zsanett Németh                   | Klasse bis 75 kg  | Freilos              | Freilos  | Güzäl Mänürowa         | 1:4           | ausgeschieden    | ausgeschieden | ausgeschieden         | ausgeschieden | Freilos                      | Freilos                      | Annabel Laure Ali         | 1:3                       | ausgeschieden         | ausgeschieden         | ausgeschieden | ausgeschieden | 10   |
| Freistil Männer                  |                   |                      |          |                        |               |                  |               |                       |               |                              |                              |                           |                           |                       |                       |               |               |      |
| István Veréb                     | Klasse bis 86 kg  | Freilos              | Freilos  | Abdulraschid Sadulajew | 0:4           | ausgeschieden    | ausgeschieden | ausgeschieden         | ausgeschieden | Freilos                      | Freilos                      | Pedro Ceballos            | 1:3                       | ausgeschieden         | ausgeschieden         | ausgeschieden | ausgeschieden | 13   |
| Dániel Ligeti                    | Klasse bis 125 kg | Freilos              | Freilos  | Florian Temengil       | 4:0           | Lewan Berianidse | 1:3           | ausgeschieden         | ausgeschieden | ausgeschieden                | ausgeschieden                | ausgeschieden             | ausgeschieden             | ausgeschieden         | ausgeschieden         | ausgeschieden | ausgeschieden | 7    |
| griechisch-römischer Stil Männer |                   |                      |          |                        |               |                  |               |                       |               |                              |                              |                           |                           |                       |                       |               |               |      |
| Tamás Lőrincz                    | Klasse bis 66 kg  | Freilos              | Freilos  | Ryu Han-su             | 0:3           | ausgeschieden    | ausgeschieden | ausgeschieden         | ausgeschieden | ausgeschieden                | ausgeschieden                | ausgeschieden             | ausgeschieden             | ausgeschieden         | ausgeschieden         | ausgeschieden | ausgeschieden | 16   |
| Péter Bácsi                      | Klasse bis 75 kg  | Carlos Muñoz         | 4:0      | Daniel Aleksandrow     | 4:0           | Elvin Mursaliyev | 3:0           | Mark Overgaard Madsen | 0:3           | –                            | –                            | –                         | –                         | Saeid Mourad Abdvali  | 1:3                   | –             | –             | 5    |
| Viktor Lőrincz                   | Klasse bis 85 kg  | Maksim Manukyan      | 3:0      | Ravinder Khatri        | 4:0           | Rustam Assakalov | 3:1           | Davit Chakvetadze     | 1:3           | –                            | –                            | –                         | –                         | Denis Kudla           | 1:3                   | –             | –             | 5    |
| Balázs Kiss                      | Klasse bis 98 kg  | Dimitrij Timtschenko | 3:0      | Fredrik Schön          | 1:3           | ausgeschieden    | ausgeschieden | ausgeschieden         | ausgeschieden | ausgeschieden                | ausgeschieden                | ausgeschieden             | ausgeschieden             | ausgeschieden         | ausgeschieden         | ausgeschieden | ausgeschieden | 9    |

### Rudern
| Athleten                  | Wettbewerb             | Vorlauf     | Vorlauf | Vorlauf       | Hoffnungslauf | Hoffnungslauf | Hoffnungslauf | Viertelfinale | Viertelfinale | Viertelfinale | Halbfinale  | Halbfinale | Halbfinale    | Finale      | Finale | Rang |
| Athleten                  | Wettbewerb             | Zeit        | Platz   | Qualifikation | Zeit          | Platz         | Qualifikation | Zeit          | Platz         | Qualifikation | Zeit        | Platz      | Qualifikation | Zeit        | Platz  | Rang |
| ------------------------- | ---------------------- | ----------- | ------- | ------------- | ------------- | ------------- | ------------- | ------------- | ------------- | ------------- | ----------- | ---------- | ------------- | ----------- | ------ | ---- |
| Männer                    |                        |             |         |               |               |               |               |               |               |               |             |            |               |             |        |      |
| Bendegúz Pétervári-Molnár | Einer                  | 7:12,86 min | 2       | Viertelfinale | –             | –             | –             | 6:52,80 min   | 4             | Halbfinale C  | 7:18,88 min | 1          | C-Finale      | 6:57,75 min | 2      | 14   |
| Béla Simon Adrián Juhász  | Zweier ohne Steuermann | 6:59,28 min | 3       | Halbfinale    | –             | –             | –             | –             | –             | –             | 6:29,12 min | 4          | B-Finale      | 7:03,34 min | 3      | 9    |

### Schießen
| Athleten           | Wettbewerb                               | Qualifikation   | Qualifikation | Finale          | Finale        | Ringe/ Scheiben | Rang |
| Athleten           | Wettbewerb                               | Ringe/ Scheiben | Rang          | Ringe/ Scheiben | Rang          | Ringe/ Scheiben | Rang |
| ------------------ | ---------------------------------------- | --------------- | ------------- | --------------- | ------------- | --------------- | ---- |
| Frauen             |                                          |                 |               |                 |               |                 |      |
| Viktória Egri      | Luftpistole 10 Meter                     | 376             | 36            | ausgeschieden   | ausgeschieden | 376             | 36   |
| Renáta Tobai-Sike  | Luftpistole 10 Meter                     | 380             | 17            | ausgeschieden   | ausgeschieden | 380             | 17   |
| Zsófia Csonka      | Sportpistole 25 Meter                    | 581             | 10            | ausgeschieden   | ausgeschieden | 581             | 10   |
| Renáta Tobai-Sike  | Sportpistole 25 Meter                    | 577             | 16            | ausgeschieden   | ausgeschieden | 577             | 16   |
| Julianna Miskolczi | Luftgewehr 10 Meter                      | 414             | 22            | ausgeschieden   | ausgeschieden | 414             | 22   |
| Julianna Miskolczi | Kleinkaliber Dreistellungskampf 50 Meter | 577             | 22            | ausgeschieden   | ausgeschieden | 577             | 22   |
| Männer             |                                          |                 |               |                 |               |                 |      |
| Miklós Tátrai      | Luftpistole 10 Meter                     | 567             | 42            | ausgeschieden   | ausgeschieden | 567             | 42   |
| Miklós Tátrai      | Freie Pistole 50 Meter                   | 539             | 34            | ausgeschieden   | ausgeschieden | 539             | 34   |
| István Péni        | Luftgewehr 10 Meter                      | 624             | 13            | ausgeschieden   | ausgeschieden | 624             | 13   |
| Péter Sidi         | Luftgewehr 10 Meter                      | 625,9           | 6             | 142,7           | 5             | 768,6           | 5    |
| István Péni        | Kleinkaliber Dreistellungskampf 50 Meter | 1172            | 12            | ausgeschieden   | ausgeschieden | 1172            | 12   |
| Péter Sidi         | Kleinkaliber Dreistellungskampf 50 Meter | 1162            | 34            | ausgeschieden   | ausgeschieden | 1162            | 34   |
| Péter Sidi         | Kleinkaliber liegend 50 Meter            | 623,3           | 10            | ausgeschieden   | ausgeschieden | 623,3           | 10   |
| Norbert Szabián    | Kleinkaliber liegend 50 Meter            | 617,3           | 42            | ausgeschieden   | ausgeschieden | 617,3           | 42   |

### Schwimmen
| Athleten                                                                     | Wettbewerb          | Vorlauf          | Vorlauf          | Halbfinale       | Halbfinale       | Finale           | Finale           | Rang             |
| Athleten                                                                     | Wettbewerb          | Zeit             | Rang             | Zeit             | Rang             | Zeit             | Rang             | Rang             |
| ---------------------------------------------------------------------------- | ------------------- | ---------------- | ---------------- | ---------------- | ---------------- | ---------------- | ---------------- | ---------------- |
| Frauen                                                                       |                     |                  |                  |                  |                  |                  |                  |                  |
| Flóra Molnár                                                                 | 50 m Freistil       | 25,07 s          | 25               | ausgeschieden    | ausgeschieden    | ausgeschieden    | ausgeschieden    | 25               |
| Ajna Késely                                                                  | 200 m Freistil      | 1:59,20 min      | 25               | ausgeschieden    | ausgeschieden    | ausgeschieden    | ausgeschieden    | 25               |
| Evelyn Verrasztó                                                             | 200 m Freistil      | 1:59,44 min      | 28               | ausgeschieden    | ausgeschieden    | ausgeschieden    | ausgeschieden    | 28               |
| Boglárka Kapás                                                               | 400 m Freistil      | 4:04,11 min      | 7                | –                | –                | 4:02,37 min      | 4                | 4                |
| Ajna Késely                                                                  | 400 m Freistil      | 4:12,40 min      | 21               | –                | –                | ausgeschieden    | ausgeschieden    | 21               |
| Boglárka Kapás                                                               | 800 m Freistil      | 8:19,43 min      | 2                | –                | –                | 8:16,37 min      | 3                | Bronze           |
| Éva Risztov                                                                  | 800 m Freistil      | 8:33,36 min      | 14               | –                | –                | ausgeschieden    | ausgeschieden    | 14               |
| Liliána Szilágyi                                                             | 100 m Schmetterling | 57,70 s          | 9                | 58,31 s          | 12               | ausgeschieden    | ausgeschieden    | 12               |
| Katinka Hosszú                                                               | 200 m Schmetterling | nicht angetreten | nicht angetreten | nicht angetreten | nicht angetreten | nicht angetreten | nicht angetreten | nicht angetreten |
| Liliána Szilágyi                                                             | 200 m Schmetterling | 2:06,99 min      | 4                | 2:07,34 min      | 10               | ausgeschieden    | ausgeschieden    | 10               |
| Anna Sztankovics                                                             | 100 m Brust         | 1:08,06 min      | 24               | ausgeschieden    | ausgeschieden    | ausgeschieden    | ausgeschieden    | 24               |
| Dalma Sebestyén                                                              | 200 m Brust         | 2:27,94 min      | 19               | ausgeschieden    | ausgeschieden    | ausgeschieden    | ausgeschieden    | 19               |
| Anna Sztankovics                                                             | 200 m Brust         | 2:27,97 min      | 20               | ausgeschieden    | ausgeschieden    | ausgeschieden    | ausgeschieden    | 20               |
| Katinka Hosszú                                                               | 100 m Rücken        | 59,13 s          | 4                | 58,94 s          | 2                | 58,45 s          | 1                | Gold             |
| Réka György                                                                  | 200 m Rücken        | 2:12,99 min      | 22               | ausgeschieden    | ausgeschieden    | ausgeschieden    | ausgeschieden    | 22               |
| Katinka Hosszú                                                               | 200 m Rücken        | 2:06,09 min      | 1                | 2:06,03 min      | 1                | 2:06,05 min      | 2                | Silber           |
| Katinka Hosszú                                                               | 200 m Lagen         | 2:07,45 min      | 1                | 2:08,13 min      | 2                | 2:06,58 min      | 1                | Gold             |
| Zsuzsanna Jakabos                                                            | 200 m Lagen         | 2:11,69 min      | 9                | 2:12,05 min      | 10               | ausgeschieden    | ausgeschieden    | 10               |
| Katinka Hosszú                                                               | 400 m Lagen         | 4:28,58 min      | 1                | –                | –                | 4:26,36 min      | 1                | Gold             |
| Zsuzsanna Jakabos                                                            | 400 m Lagen         | 4:38,52 min      | 13               | –                | –                | ausgeschieden    | ausgeschieden    | 13               |
| Katinka Hosszú Zsuzsanna Jakabos Boglárka Kapás Ajna Késely Evelyn Verrasztó | 4 × 200 m Freistil  | 7:51,17 min      | 5                | –                | –                | 7:51,03 min      | 6                | 6                |
| Anna Olasz                                                                   | 10 km Freiwasser    | –                | –                | –                | –                | 1:57:45,5 h      | 14               | 14               |
| Éva Risztov                                                                  | 10 km Freiwasser    | –                | –                | –                | –                | 1:57:42,8 h      | 13               | 13               |
| Männer                                                                       |                     |                  |                  |                  |                  |                  |                  |                  |
| Krisztián Takács                                                             | 50 m Freistil       | 22,12 s          | 17               | ausgeschieden    | ausgeschieden    | ausgeschieden    | ausgeschieden    | 17               |
| Richárd Bohus                                                                | 100 m Freistil      | 48,86 s          | 24               | ausgeschieden    | ausgeschieden    | ausgeschieden    | ausgeschieden    | 24               |
| Dominik Kozma                                                                | 100 m Freistil      | 48,92 s          | 26               | ausgeschieden    | ausgeschieden    | ausgeschieden    | ausgeschieden    | 26               |
| Péter Bernek                                                                 | 200 m Freistil      | 1:49,73 min      | 37               | ausgeschieden    | ausgeschieden    | ausgeschieden    | ausgeschieden    | 37               |
| Dominik Kozma                                                                | 200 m Freistil      | 1:46,68 min      | 12               | 1:47,53 min      | 15               | ausgeschieden    | ausgeschieden    | 15               |
| Péter Bernek                                                                 | 400 m Freistil      | 3:48,58 min      | 21               | –                | –                | ausgeschieden    | ausgeschieden    | 21               |
| Gergő Kis                                                                    | 400 m Freistil      | 3:54,15 min      | 38               | –                | –                | ausgeschieden    | ausgeschieden    | 38               |
| Gergely Gyurta                                                               | 1500 m Freistil     | 15:06,24 min     | 29               | –                | –                | ausgeschieden    | ausgeschieden    | 29               |
| Kristóf Rasovszky                                                            | 1500 m Freistil     | 15:29,36 min     | 35               | –                | –                | ausgeschieden    | ausgeschieden    | 35               |
| László Cseh                                                                  | 100 m Schmetterling | 51,52 s          | 2                | 51,57 s          | 4                | 51,14 s          | 2                | Silber           |
| Bence Pulai                                                                  | 100 m Schmetterling | 52,73 s          | 26               | ausgeschieden    | ausgeschieden    | ausgeschieden    | ausgeschieden    | 26               |
| László Cseh                                                                  | 200 m Schmetterling | 1:55,14 min      | 2                | 1:55,18 min      | 3                | 1:56,24 min      | 7                | 7                |
| Tamás Kenderesi                                                              | 200 m Schmetterling | 1:54,73 min      | 1                | 1:53,96 min      | 1                | 1:53,62 min      | 3                | Bronze           |
| Dániel Gyurta                                                                | 100 m Brust         | 1:00,26 min      | 16               | ausgeschieden    | ausgeschieden    | ausgeschieden    | ausgeschieden    | 17               |
| Dániel Gyurta                                                                | 200 m Brust         | 2:11,28 min      | 17               | ausgeschieden    | ausgeschieden    | ausgeschieden    | ausgeschieden    | 17               |
| Dávid Horváth                                                                | 200 m Brust         | 2:13,24 min      | 30               | ausgeschieden    | ausgeschieden    | ausgeschieden    | ausgeschieden    | 30               |
| Gábor Balog                                                                  | 100 m Rücken        | 54,48 s          | 25               | ausgeschieden    | ausgeschieden    | ausgeschieden    | ausgeschieden    | 25               |
| Dávid Földházi                                                               | 200 m Rücken        | 1:59,69 min      | 22               | ausgeschieden    | ausgeschieden    | ausgeschieden    | ausgeschieden    | 22               |
| Ádám Telegdy                                                                 | 200 m Rücken        | 1:59,09 min      | 19               | ausgeschieden    | ausgeschieden    | ausgeschieden    | ausgeschieden    | 19               |
| Dávid Verrasztó                                                              | 200 m Lagen         | nicht gestartet  | nicht gestartet  | nicht gestartet  | nicht gestartet  | nicht gestartet  | nicht gestartet  | nicht gestartet  |
| Gergely Gyurta                                                               | 400 m Lagen         | 4:14,81          | 11               | –                | –                | ausgeschieden    | ausgeschieden    | 11               |
| Dávid Verrasztó                                                              | 400 m Lagen         | 4:15.04          | 12               | –                | –                | ausgeschieden    | ausgeschieden    | 12               |
| Richárd Bohus Péter Holoda Dominik Kozma Krisztián Takács                    | 4 × 100 m Freistil  | 3:15,21 min      | 12               | –                | –                | ausgeschieden    | ausgeschieden    | 12               |
| Péter Bernek Benjámin Grátz Gergő Kis Dominik Kozma                          | 4 × 200 m Freistil  | 7:18,51 min      | 16               | –                | –                | ausgeschieden    | ausgeschieden    | 16               |
| Gábor Balog Richárd Bohus László Cseh Dániel Gyurta Dominik Kozma            | 4 × 100 m Lagen     | 3:33,89 min      | 9                | –                | –                | ausgeschieden    | ausgeschieden    | 9                |
| Márk Papp                                                                    | 10 km Freiwasser    | –                | –                | –                | –                | 1:53:11,7 h      | 13               | 13               |

### Segeln
Fleet Race
| Athleten        | Wettbewerb      | Qualifikation | Qualifikation | Medal Race    | Medal Race    | Punkte | Rang |
| Athleten        | Wettbewerb      | Punkte        | Rang          | Punkte        | Rang          | Punkte | Rang |
| --------------- | --------------- | ------------- | ------------- | ------------- | ------------- | ------ | ---- |
| Frauen          |                 |               |               |               |               |        |      |
| Sára Cholnoky   | Windsurfen RS:X | 235           | 23            | ausgeschieden | ausgeschieden | 235    | 23   |
| Mária Érdi      | Laser Radial    | 125           | 14            | ausgeschieden | ausgeschieden | 125    | 14   |
| Männer          |                 |               |               |               |               |        |      |
| Áron Gádorfalvi | Windsurfen RS:X | 277           | 25            | ausgeschieden | ausgeschieden | 277    | 25   |
| Benjámin Vadnai | Laser           | 248           | 33            | ausgeschieden | ausgeschieden | 248    | 33   |
| Zsombor Berecz  | Finn Dinghy     | 92            | 12            | ausgeschieden | ausgeschieden | 92     | 12   |

### Tischtennis
| Athleten        | Wettbewerb | 1. Runde            | 1. Runde | 2. Runde     | 2. Runde | 3. Runde      | 3. Runde      | 4. Runde      | 4. Runde      | Viertelfinale | Viertelfinale | Halbfinale    | Halbfinale    | Finale        | Finale        | Rang          |
| Athleten        | Wettbewerb | Gegner              | Ergebnis | Gegner       | Ergebnis | Gegner        | Ergebnis      | Gegner        | Ergebnis      | Gegner        | Ergebnis      | Gegner        | Ergebnis      | Gegner        | Ergebnis      | Rang          |
| --------------- | ---------- | ------------------- | -------- | ------------ | -------- | ------------- | ------------- | ------------- | ------------- | ------------- | ------------- | ------------- | ------------- | ------------- | ------------- | ------------- |
| Frauen          |            |                     |          |              |          |               |               |               |               |               |               |               |               |               |               |               |
| Petra Lovas     | Einzel     | Nadeen El-Dawlatly  | 4:0      | Ri Myong-sun | 1:4      | ausgeschieden | ausgeschieden | ausgeschieden | ausgeschieden | ausgeschieden | ausgeschieden | ausgeschieden | ausgeschieden | ausgeschieden | ausgeschieden | ausgeschieden |
| Georgina Póta   | Einzel     | Freilos             | Freilos  | Zhang Mo     | 4:1      | Doo Hoi Kem   | 2:4           | ausgeschieden | ausgeschieden | ausgeschieden | ausgeschieden | ausgeschieden | ausgeschieden | ausgeschieden | ausgeschieden | ausgeschieden |
| Männer          |            |                     |          |              |          |               |               |               |               |               |               |               |               |               |               |               |
| Ádám Pattantyús | Einzel     | Kirill Gerassimenko | 4:1      | Li Ping      | 0:4      | ausgeschieden | ausgeschieden | ausgeschieden | ausgeschieden | ausgeschieden | ausgeschieden | ausgeschieden | ausgeschieden | ausgeschieden | ausgeschieden | ausgeschieden |

### Tennis
| Athleten                   | Wettbewerb | 1. Runde                        | 1. Runde | 2. Runde      | 2. Runde      | Achtelfinale  | Achtelfinale  | Viertelfinale | Viertelfinale | Halbfinale    | Halbfinale    | Finale        | Finale        |
| Athleten                   | Wettbewerb | Gegner                          | Ergebnis | Gegner        | Ergebnis      | Gegner        | Ergebnis      | Gegner        | Ergebnis      | Gegner        | Ergebnis      | Gegner        | Ergebnis      |
| -------------------------- | ---------- | ------------------------------- | -------- | ------------- | ------------- | ------------- | ------------- | ------------- | ------------- | ------------- | ------------- | ------------- | ------------- |
| Frauen                     |            |                                 |          |               |               |               |               |               |               |               |               |               |               |
| Tímea Babos                | Einzel     | Petra Kvitová                   | 1:6, 2:6 | ausgeschieden | ausgeschieden | ausgeschieden | ausgeschieden | ausgeschieden | ausgeschieden | ausgeschieden | ausgeschieden | ausgeschieden | ausgeschieden |
| Tímea Babos Réka Luca Jani | Doppel     | Andreea Mitu Ioana Raluca Olaru | 3:6, 4:6 | –             | –             | ausgeschieden | ausgeschieden | ausgeschieden | ausgeschieden | ausgeschieden | ausgeschieden | ausgeschieden | ausgeschieden |

### Triathlon
| Athleten      | Wettbewerb | Zeit       | Rang |
| ------------- | ---------- | ---------- | ---- |
| Frauen        |            |            |      |
| Zsófia Kovács | Einzel     | 2:01:29 h  | 24   |
| Margit Vanek  | Einzel     | 2:06:54 h  | 45   |
| Männer        |            |            |      |
| Gábor Faldum  | Einzel     | 1:48:20 20 | 20   |
| Tamás Tóth    | Einzel     | 1:50:02 h  | 33   |

### Turnen

#### Gerätturnen
| Athleten      | Wettbewerb       | Qualifikation | Qualifikation | Finale        | Finale        | Rang |
| Athleten      | Wettbewerb       | Punkte        | Rang          | Punkte        | Rang          | Rang |
| ------------- | ---------------- | ------------- | ------------- | ------------- | ------------- | ---- |
| Frauen        |                  |               |               |               |               |      |
| Zsófia Kovács | Mehrkampf Einzel | 54,598        | 33            | ausgeschieden | ausgeschieden | 33   |
| Männer        |                  |               |               |               |               |      |
| Vid Hidvégi   | Pauschenpferd    | 15,233        | 9             | ausgeschieden | ausgeschieden | 9    |

### Wasserball
| Wettbewerb         | Frauen | Männer |
| ------------------ | --- | --- |
| Athleten           | Edina Gangl Dóra Czigány Dóra Antal Hanna Kisteleki Gabriella Szűcs Orsolya Takács Anna Illés Rita Keszthelyi Ildikó Tóth Barbara Bujka Dóra Csabai Krisztina Garda Orsolya Kasó | Viktor Nagy Gergő Zalánki Krisztián Manhercz Balázs Erdélyi Márton Vámos Norbert Hosnyánszky Ádám Decker Márton Szívós Dániel Varga Dénes Varga Gábor Kis Balázs Hárai Attila Decker |
| Trainer            | Attila Bíró | Tibor Benedek |
| Gruppenphase       | China (13:11) Spanien (10:11) USA (6:11) | Serbien (13:13) Australien (9:9) Griechenland (8:8) Japan (17:7) Brasilien (10:6) |
| Viertelfinale      | Australien (13:11) | Montenegro (11:13) |
| Platzierungsspiele | – | Brasilien (13:4) Griechenland (12:10) |
| Halbfinale         | USA (10:14) | ausgeschieden |
| Spiel um Bronze    | Russland (13:13, 5:6 nach PSO) | ausgeschieden |
| Finale             | ausgeschieden | ausgeschieden |
| Platzierung        | 4. Platz | 5. Platz |

### Wasserspringen
| Athleten     | Wettbewerb        | Vorkampf | Vorkampf | Halbfinale    | Halbfinale    | Finale        | Finale        | Rang |
| Athleten     | Wettbewerb        | Punkte   | Rang     | Punkte        | Rang          | Punkte        | Rang          | Rang |
| ------------ | ----------------- | -------- | -------- | ------------- | ------------- | ------------- | ------------- | ---- |
| Frauen       |                   |          |          |               |               |               |               |      |
| Villő Kormos | Turmspringen 10 m | 227,70   | 27       | ausgeschieden | ausgeschieden | ausgeschieden | ausgeschieden | 27   |